# Joe Goss
Joe Goss (Northampton, 5 novembre 1837 – Boston, 24 marzo 1885) è stato un pugile inglese, campione del mondo di pugilato dal 3 settembre 1876 al 30 maggio del 1880. Nel 2003 è stato ammesso di diritto nella International Boxing Hall of Fame come fondamentale pioniere di questo sport.

## Biografia

### Primi anni in Inghilterra
Sebbene non pesasse più che 160 libre, era giudicato un lottatore intelligente ed aggressivo ed era capace di combattere contro avversari più grandi e più pesanti di lui.
A quei tempi gli incontri erano ancora organizzati secondo i criteri dettati dal London Ring Prize Rules, quindi i pugili combattevano senza guantoni di protezione. Il pugilato uno sport cruento e pericoloso tanto che in molte nazioni del mondo era espressamente vietato.
Goss iniziò la sua carriera all'età di vent'anni con una sofferta vittoria su George Hares arrivata al novantesimo minuto del combattimento. Goss mantenne l'imbattibilità fino a quando si scontrò con il campione inglese Jem Mace a Londra, era il 1º settembre 1863, in quell'occasione fu sconfitto in una sfida terminata dopo 19 riprese e dopo 1 ora e 55 minuti di combattimento. Goss affrontò nuovamente senza successo il campione Mace per due volte, una delle quali durante il torneo valido per il titolo di campione d'Inghilterra del 1866.

### Joe Goss in America
Arrivò in America il 15 settembre 1876. Gli Stati Uniti offrivano ai pugili più possibilità di guadagno rispetto all'Inghilterra.
Era partito su consiglio di Jam Mace ed aveva già in mano un contratto con la compagnia Howe and Cushing. Gli fu data fiducia nonostante non salisse su un ring per combattere ormai da otto anni circa. La carriera di Goss inizia da questo momento.
Dal suo arrivo trascorre la primavera e l'estate a viaggiare con la compagnia nelle varie città americane, disputò incontri di pura esibizione. Combatté con importanti pugili come William Miller e Johnny Qwyer. Entrò poi a far parte della squadra del potente pugile americano Tom Allen, finché i due si affrontarono ufficialmente per il titolo mondiale dei pesi massimi il 3 settembre 1876. L'incontro, durato 21 riprese, terminò a causa di una scorrettezza di Allen. Goss fu proclamato campione del mondo.
Goss difese il suo titolo contro il gigantesco pugile irlandese Paddy Ryan il 30 maggio del 1880 in un ring allestito alla stazione di Coillier, città della Virginia Occidentale. Dopo circa 90 minuti di cruento combattimento Goss non era più in grado di continuare il combattimento e decise di abbandonare, erano all'87º round. Paddy Ryan fu dichiarato il nuovo campione del mondo dei pesi massimi.
Negli anni successivi Goss partecipò a una serie di esibizioni sportive con il pugile americano John Lawrence Sullivan prima di ritirarsi nel 1882. Il 7 febbraio 1882, a Mississippi City Goss sedeva all'angolo del ring di Sullivan, quando quest'ultimo vinse il titolo mondiale sconfiggendo Paddy Ryan.
Morì a Boston il 24 marzo 1885.